# Mont Buet
Mont Buet – szczyt w Préalpes de Savoie, części Alp Zachodnich. Leży we wschodniej Francji w regionie Owernia-Rodan-Alpy. Należy do Massif du Giffre. Szczyt można zdobyć ze schroniska Refuge de la Pierre à Bérard (1925 m).
Pierwszego wejścia dokonali bracia Deluc 20 września 1770 r.